# Chris Beatrice
Chris Beatrice ist ein US-amerikanischer Spieleentwickler, der vor allem für seine historischen Städtebau-Simulationen bekannt ist. Er hat unter anderem die Caesar-Reihe, Pharao und Lords of the Realm entwickelt. Über eine Million seiner Spiele wurden bisher verkauft. Er wurde mehrfach von Spielezeitschriften ausgezeichnet.
Beatrice lernte Malen, Zeichnen und Grafikdesign an der Joseph P. Keefe Vocational High School (Massachusetts) und Bildhauerei am Massachusetts College of Art.
Nach seiner Tätigkeit als Game Designer bei Sierra und Impression gründete er 2001 Tilted Mill Entertainment. Er ist Präsident und Entwicklungsdirektor bei Tilted Mill.
Beatrice ist verheiratet und hat eine Tochter. Eines seiner Hobbys ist Digitale Malerei.

## Spieleentwicklungen
- Caesar-Reihe (1993, 1995, 1998, 2006) – Art Director, Creative Director, General Manager
- Lords-of-the-Realm-Reihe (1994, 1996, 2004) – Art Director; Interface Designer, Lead Designer, Project Lead, Director of Development
- Lords of Magic (1997, 1998) – Co-Designer & Creative Director
- Pharaoh-Reihe (1999, 2000) – Lead Designer & Project Lead
- Zeus-Reihe (2000, 2001) – Lead Designer & Project Lead
- Immortal Cities: Kinder des Nils (2004, 2005) – Lead Designer
- SimCity Societies (2007) – Lead Designer